# Bijbal
De bijbal of epididymis is het orgaan dat bij de man achter de teelbal (testis) in de balzak (scrotum) is gelegen. Het is een langwerpig orgaantje dat bestaat uit de afvoergangen die vanuit de teelbal komen. Hier verzamelen zich de rijpe spermacellen (spermatozoa) tot de eerstvolgende zaadlozing (ejaculatie). Het zaad blijft zo'n 4 tot 6 weken in de bijbal zitten.
De afsluiting van een epididymis, bijvoorbeeld door een ontsteking, kan zorgen voor verminderde vruchtbaarheid, aangezien er dan minder zaadcellen in het sperma zitten. Afsluiting van beide bijballen (een vasectomie) kan zorgen voor volledige steriliteit.
De bijbal bestaat uit drie delen:
- de kop of caput (bovenaan), langs waar de spermacellen van de teelbal binnenkomen;
- het lichaam of corpus;
- de staart of cauda (onderaan), waar vocht wordt opgenomen en het sperma geconcentreerd wordt.

## Functies
- Opslag zaadcellen
- Rijping
- Uitscheiden van voedingsstoffen voor de spermatozoa
- Het verwijderen van slechte spermatozoa

## Afbeeldingen

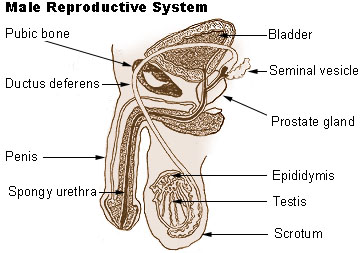
Mannelijk reproductie systeem
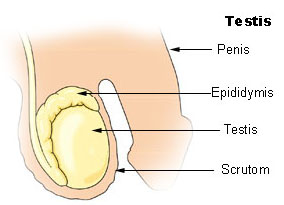
Teelbal
Dwarsdoorsnede testikel. 1 Teelbal, 2 Bijbal, 3 Mesorchium, 4 Viscerale laag van tunica vaginalis, 5 Pariëtale laag van tunica vaginalis, 6 Vaginale holte, 7 Mesepididymis, 8 Fascia spermatica interna
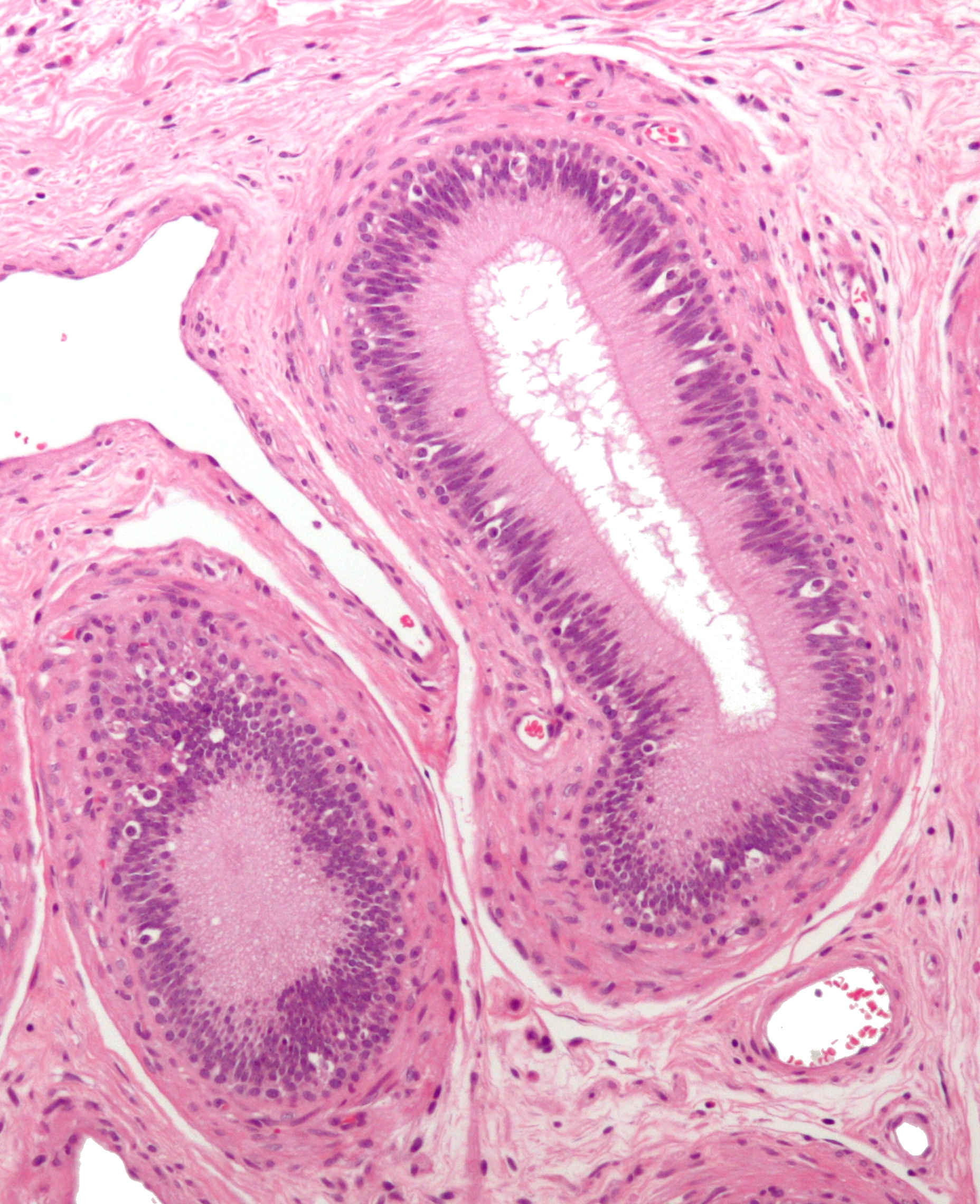
Bijbal - H&E-kleuring
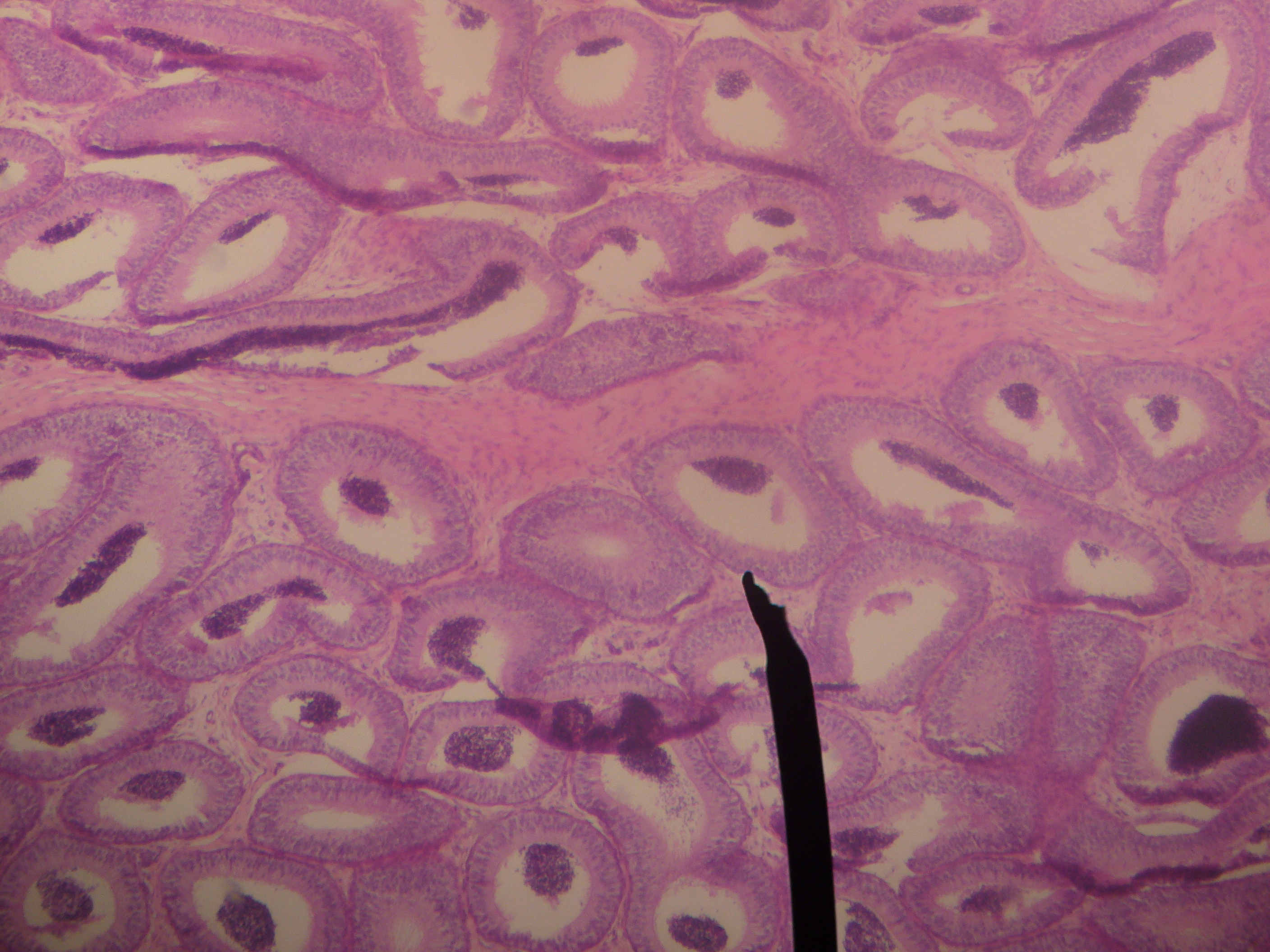
Bijbal
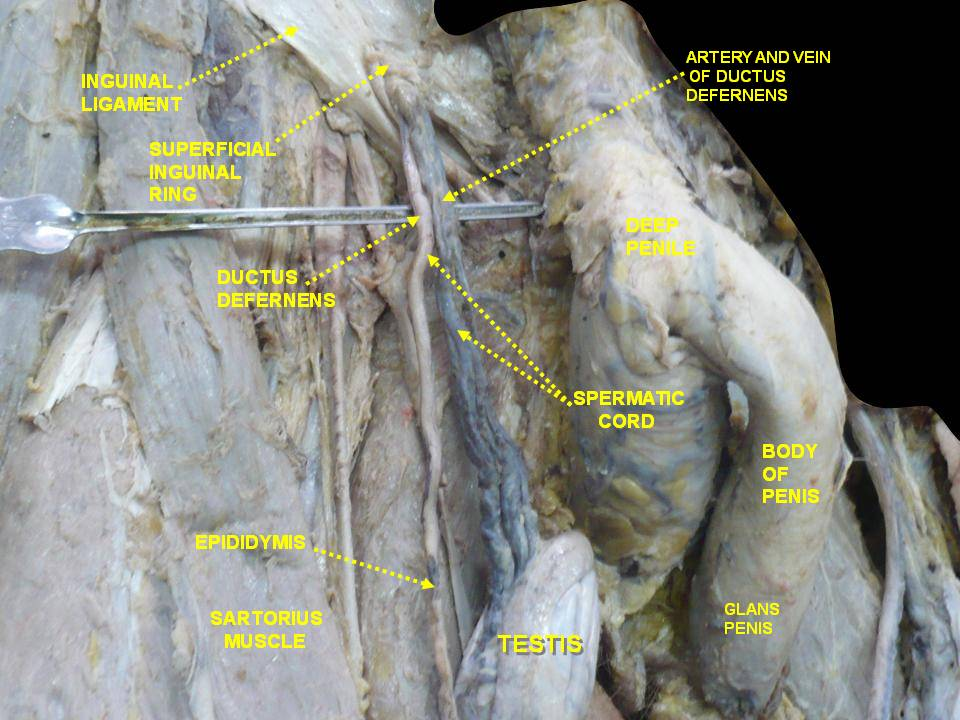
Bijbal
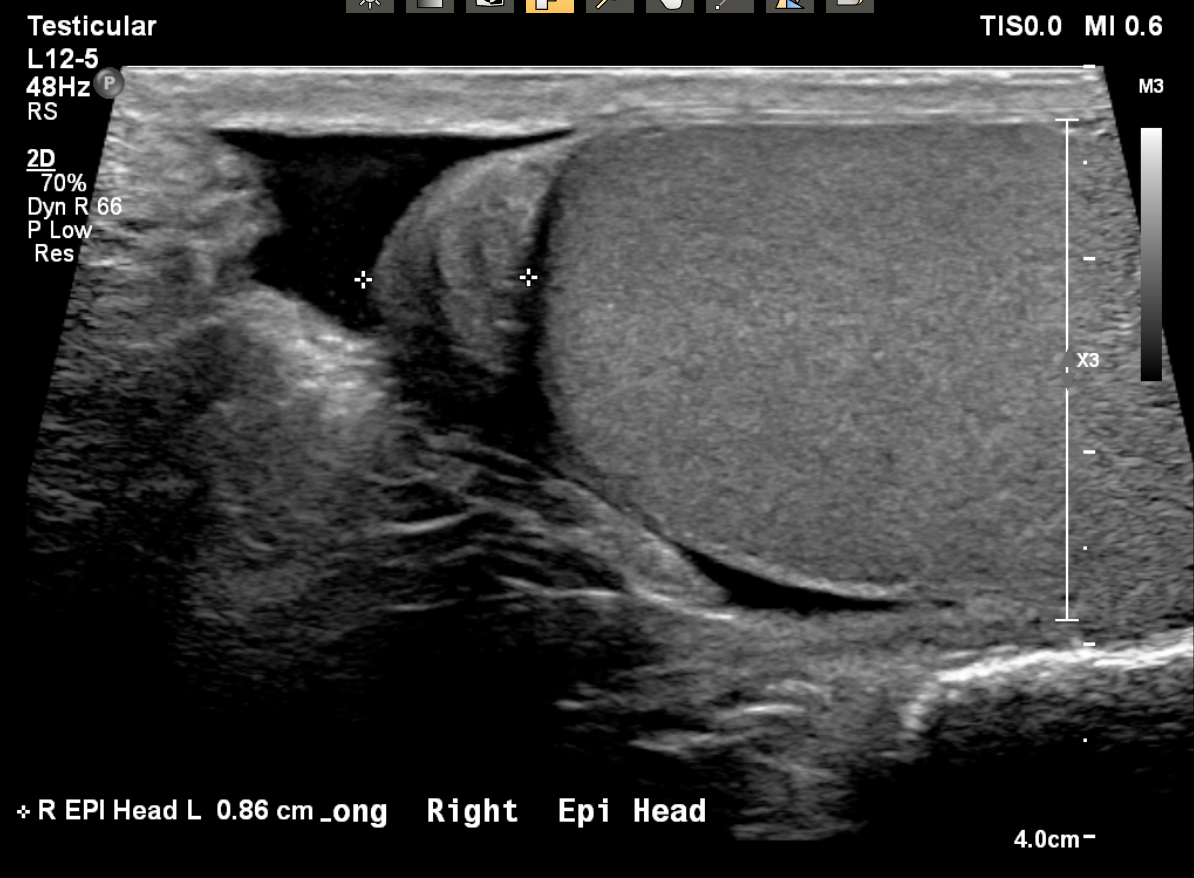
Kop met afmetingen